# Epicauta parkeri
Epicauta parkeri är en skalbaggsart som beskrevs av Werner 1944. Epicauta parkeri ingår i släktet Epicauta och familjen oljebaggar. Inga underarter finns listade i Catalogue of Life.